# Dynamo rowerowe

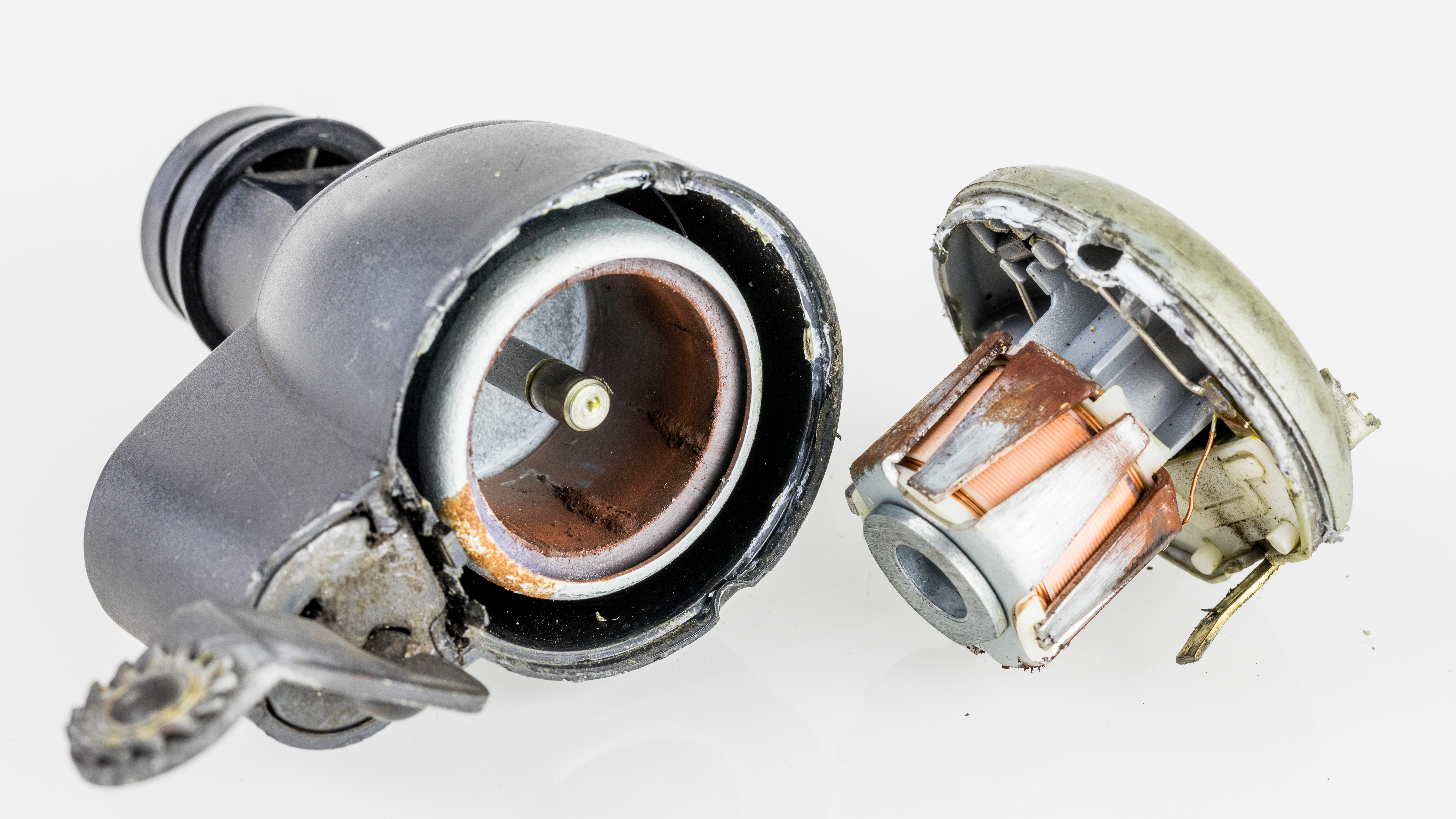
Zdemontowane dynamo. Po lewej: Obudowa z obracającym się magnesem trwałym. Po prawej: cewka indukcyjna z magnetowodem pazurowym.

Dynamo (z języka niemieckiego) – dawniej synonim dowolnej prądnicy, obecnie, jako nazwa urządzenia stosowana potocznie tylko dla prądnic rowerowych napędzanych przez obracające się koło rowerowe.

## Historia
Dynamo rowerowe jest prądnicą prądu przemiennego, w której wirnik jest magnesem trwałym, a w stojanie znajduje się uzwojenie otoczone magnetowodem przełączającym kierunek pola magnetycznego przy obrocie magnesu. To zmienne względem uzwojenia obwodu elektrycznego pole magnetyczne indukuje siłę elektromotoryczną, która jest przyczyną płynięcia prądu elektrycznego powodującego świecenie żarówki w lampce rowerowej. Dynama montowane są też w piaście koła, co powoduje znaczną poprawę sprawności przetwarzania energii mechanicznej na elektryczną, a tym samym mniejszy opór i większy komfort jazdy rowerzysty.
Jasność świecenia lampki zależy od prędkości obrotów koła (prędkości jazdy roweru). W przypadku zatrzymania roweru dynamo nie wytwarza prądu, a lampka rowerowa gaśnie, co jest wadą najprostszej instalacji elektrycznej opartej na dynamie. Odpowiednimi układami elektronicznymi można ten efekt zniwelować.

## Galeria

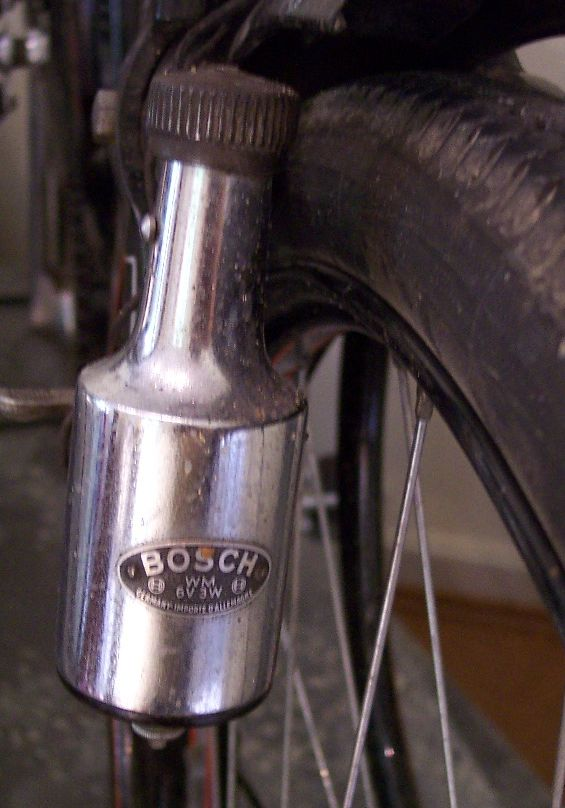
Dynamo rowerowe Bosch
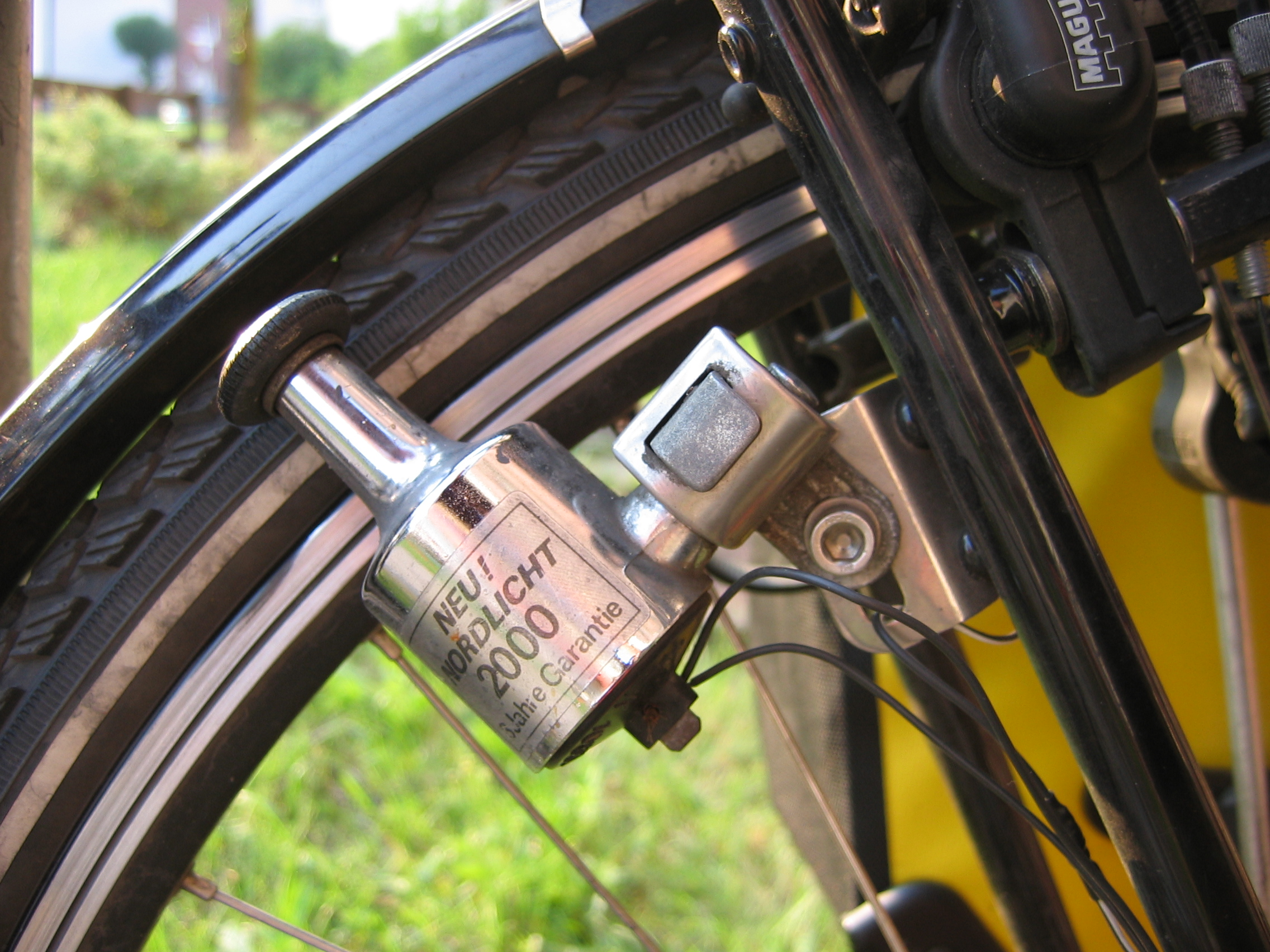
Dynamo rowerowe
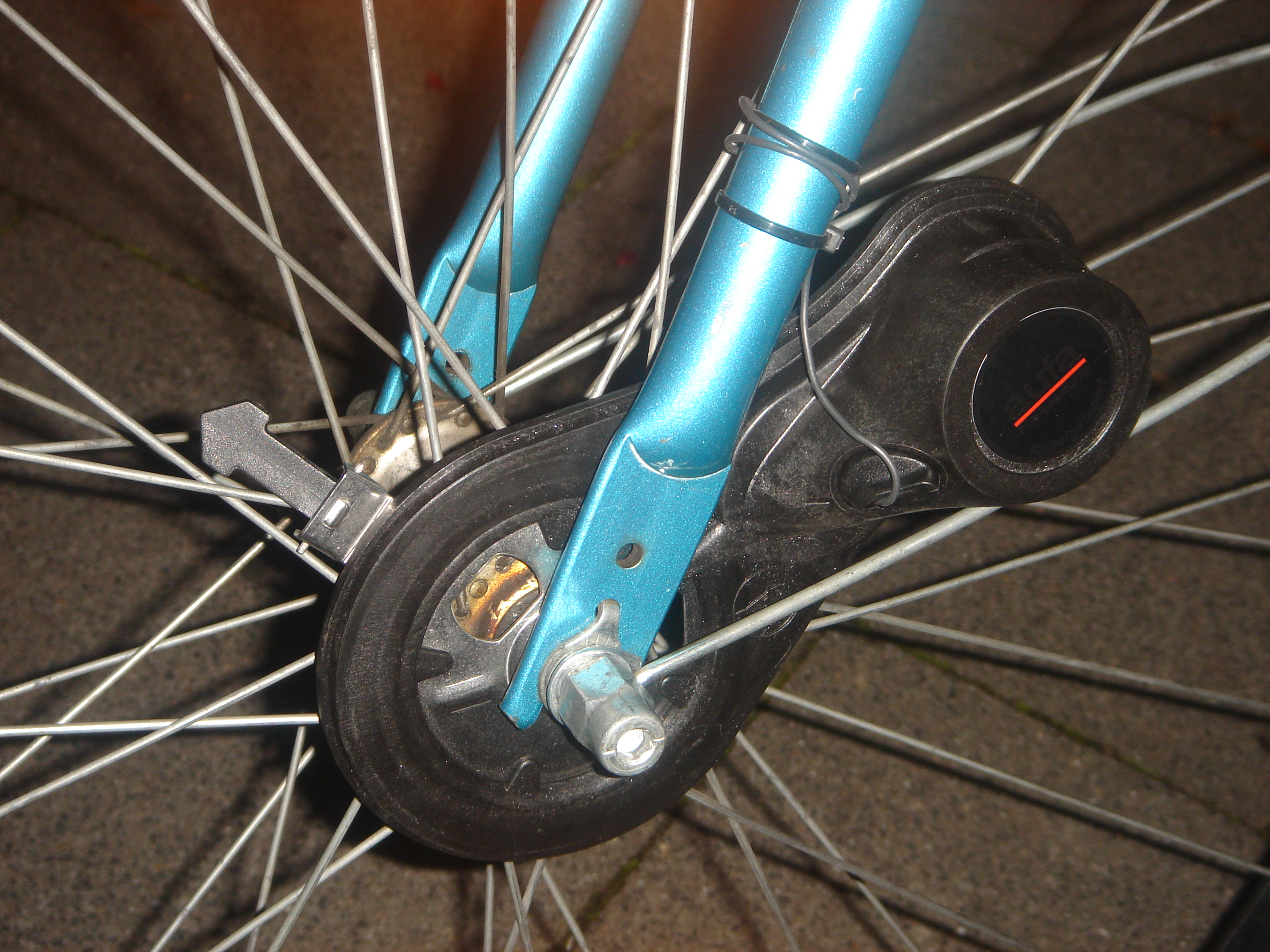
Dynamo rowerowe odszprychowe AUFA